# رسالت (فیلم ۱۹۹۵)
رسالت (به انگلیسی: The Prophecy) یک فیلم سینمایی دلهره آور و فانتزی آمریکایی محصول سال ۱۹۹۵ با بازی کریستوفر واکن، الیاس کوتیاس، ویرجینیا مادسن، اریک استولتس و ویگو مورتنسن است. بعد از انتشار این فیلم چهار دنباله دیگر ساخته شده‌است. این فیلم داستان فرشتگان مقرب جبرئیل و جستجوی او برای یافتن یک روح شیطانی بر روی زمین و یک کارآگاه پلیس (کوتائاس) است که ندانسته در میانه یک جنگ داخلی فرشته ای گرفتار می‌شود.

## خلاصه داستان فیلم
فرشته‌ای به زمین می‌آید تا روحی که می‌تواند به جنگی بی‌انتها در بهشت پایان دهد را بدست بیاورد. تنها یک کشیش سابق و دختری کوچک می‌توانند او را متوقف کنند…

## دنباله سازی فیلم
در پی موفقیت این فیلم چهار قسمت دیگر از این نوع فیلم ساخته شد با عنوان:
- رسالت ۲ (۱۹۹۸)
- رسالت ۳: صعود (۲۰۰۰)
- رسالت ۴: قیام (۲۰۰۵)
- رسالت ۵: رها شده (۲۰۰۵)